# Andreas Eckhardt
Andreas Eckhardt (né en 1943 à Marienberg) est un musicologue et gestionnaire culturel allemand.

## Biographie
Après avoir passé son baccalauréat au lycée d'Alfeld (Leine), Eckhardt étudie entre 1964 et 1968 la théorie musicale, l'histoire, la musicologie et la pédagogie aux universités de Mayence et de Vienne. En 1968, il passe le premier examen d'État pour l'enseignement dans les écoles secondaires en musique et en histoire. En 1970, il obtient le deuxième examen d'État et en 1977, le doctorat en musicologie.
Après avoir travaillé comme professeur assistant au Frauenlob-Gymnasium de Mayence, Eckhardt occupe à partir de 1971 un poste de direction dans la maison d'édition musicale B. Schott's Söhne, tout en étant directeur fédéral de l'association allemande des professeurs de musique scolaire. Entre 1980 et 1998, il est secrétaire général du Deutscher Musikrat à Bonn et occupe différentes fonctions au sein du Conseil international de la musique (UNESCO) et du Conseil européen de la musique. De 1998 jusqu'à sa retraite en 2009, il occupe le poste de directeur de la maison Beethoven de Bonn. Entre 1988 et 2005, Eckhardt est maître de conférences et professeur dans le cursus de gestion de la culture et des médias à la Hochschule für Musik und Theater Hamburg.

## Fonctions honorifiques
Il fait partie de la Fondation Hindemith, dont le siège est à Blonay (Suisse), depuis 1988, en est le président entre 1999 et 2022, et en est membre honoraire depuis 2023.
Entre 2008 et 2021, il est curateur spécialisé pour la musique au sein de la fondation Jürgen Ponto. En outre, il participe à de nombreux conseils, curatoriums et jurys de fondations culturelles, de concours de musique et d'associations.

## Distinctions
En 1998, le président fédéral Roman Herzog lui décerne la Croix de 1re classe de l'Ordre du Mérite de la République fédérale d'Allemagne. En 2005, le Deutscher Musikrat le nomme membre d'honneur.

## Publications notables
- (de) Männerchor: Organisation et Chorliteratur, 1945, Mainz, 1977.
- (de) als Hrsg. (avec Richard Jakoby et Eckart Rohlfs) : Musik-Almanach – Musikleben in der Bundesrepublik Deutschland, sechs Ausgaben 1986–2004, Kassel/Regensburg, 1986 ff.
- (de) als Schriftleiter (avec Richard Jakoby): Musikforum – Referate und Informationen des Deutschen Musikrates, no 68 (1988) – no 89 (1998), Mainz, 1988 ff.
- (de) Die Kulturpolitische Dimension in der Europäischen Union. In: Musikforum, Heft 79, Mainz, 1993, p. 15–25.
- (de)  als Hrsg. (mit Herbert Sass): 40 Jahre Deutscher Musikrat – Auftrag und Verwirklichung, Regensburg 1993.
- (de) Kulturverbände und -organisationen. In: Kulturmanagement – Theorie und Praxis einer professionellen Kunst, hrsg. avec Hermann Rauhe et Christine Demmer, Berlin, 1994, p. 331–341.
- (de) Das Beethoven-Haus in Bonn: Ein verpflichtendes Erbe. In: Bonner Universitätsblätter 2002, p. 3–20.
- (de) The/Das/La Beethoven-Haus Bonn (deutsch/frz./engl.), Bonn, 2008.
- (de) Paul Hindemith in Frankfurt. In: Hindemith-Forum no 23, Francfort/M. 2011, p. 5–14.